# Hołowienki
Hołowienki  [xɔwɔˈvjɛnki] est un village polonais de la gmina de Sabnie dans le powiat de Sokołów et dans la voïvodie de Mazovie, au centre-est de la Pologne.
Il est situé à environ 3 kilomètres au sud-ouest de Sabnie, 11 kilomètres au nord de Sokołów Podlaski et à 93 kilomètres à l'est de Varsovie.